# Østerhever Sogn
Østerhever Sogn (på tysk Kirchspiel Osterhever) er et sogn i det sydvestlige Sydslesvig, tidligere i Everschop Herred (Landskabet Ejdersted), nu i Østerhever Kommune i Nordfrislands Kreds i delstaten Slesvig-Holsten. 
I Østerhever Sogn findes flg. stednavne:
- Gammel Augustekog
- Ny Augustekog
- Schockenbøl
- Siverts Tilvækst
- Østerhever